# Chronik der Stadt Osnabrück/1801–1825
Diese Liste ist eine Teilliste der Chronik der Stadt Osnabrück. Sie listet datierte Ereignisse von 1801 bis 1825 in Osnabrück auf.

## 1801
- 13. Juli: Der von Schuhmachergesellen begonnene Osnabrücker Gesellenaufstand ist einer der ersten deutschen Arbeitskämpfe.

## 1802
- Das Kloster Gertrudenberg wird säkularisiert.[1]
- 3. Juni: Mit dem Reichsdeputationshauptschluss fällt das Hochstift Osnabrück mit der Stadt an das Kurfürstentum Braunschweig-Lüneburg.

## 1804
- Erste Straßenbeleuchtung in Osnabrück. Zum Einsatz kommen Tranleuchten.[2]

## 1805
- Letzte Prägung von städtischem Kupferkleingeld (1 Heller, 1-, 1½-, 2- und 3-Pfennigstücke).[3]

## 1807
- 1. März: Der Bürgerverein Klub der Harmonie wird gegründet.[4]

## 1808
- Der Johannesfriedhof wird angelegt.
- 21. März: Justus Friedrich August Lodtmann wird als erste Person auf dem Hasefriedhof beigesetzt.

## 1806
- Osnabrück gelangt mit dem Fürstentum Osnabrück in den Besitz von Preußen.

## 1814
- 12. Oktober: Durch den Wiener Kongress fällt Osnabrück an das Königreich Hannover.

## 1817
- Das Waterloo-Tor wird errichtet.

## 1819
- Ältester Nachweis der Existenz des Stammtisches Klause, des wahrscheinlich ältesten Stammtisches in Deutschland.[5]